# 普斯鳥
普斯鳥（賽夏語：Puusu、Pees），是賽夏族傳說中的一種神鳥，人類在牠的指點下發現了小米和稻米。

## 描述
傳說中並沒有明確形容普斯鳥是哪種鳥類，但普斯鳥被描述成跟麻雀差不多大的小鳥，啼聲婉轉。

## 傳說

### 發現小米
據說過去賽夏族的祖先剛出現在世界上的時候，因為不知道甚麼東西可以吃而挨餓，這時他們看到普斯鳥停在一顆大石頭上啄食上面的黃色穀物（小米），他們好奇的拿起穀物，又用掉在旁邊的鹿角隨意畫了幾下地面（耕田）並且不小心把穀物掉到地上還拿不起來，幾個月後那些穀物發芽結穗，賽夏族祖先將那些穀物拿來吃時發現很美味，並且從那時候開始學會種植小米來吃。

### 發現稻米
後來過了很久之後，又有族人發現普斯鳥在啄食長在河邊的穀物（稻米），發現那些穀物的味道比小米還要好，因此也開始種植稻米。

### 其他傳說
除了普斯鳥外，賽夏族也有其他發現小米和稻米的傳說，如小米最初是從某隻狐狸在斷崖下拉的屎中長出來的、或人們是在老鼠的指引下發現稻米。